# Thomas Ravelli
Pour les articles homonymes, voir Ravelli.
Thomas Ravelli, né le 13 août 1959 à Västervik (Suède), est un footballeur suédois, qui évoluait au poste de gardien de but à Östers IF, à l'IFK Göteborg, et au Tampa Bay Mutiny ainsi qu'en en équipe de Suède.
Ravelli a connu cent-quarante-trois sélections avec l'équipe de Suède entre 1981 et 1997. Il participe avec son équipe nationale aux coupe du monde 1990 et coupe du monde 1994 ainsi qu'au championnat d'Europe 1992. Il détient le record de sélections en équipe de Suède avec 143 sélections jusqu'en 2013, où il est égalé puis dépassé par Anders Svensson.

## Biographie

### En club
Au niveau des clubs, Ravelli joue pour les clubs suédois de IFK Göteborg et de Östers IF, gagnant le Championnat de Suède à six reprises avec le premier et à deux autres reprises avec le second. Lors de la saison 1994-1995, il atteint avec son club les 1/4 de finale de la Ligue des Champions, éliminé par le Bayern Munich (0-0, 2-2), après être sorti premier de leur groupe, qui comportait le FC Barcelone, Manchester United et Galatasaray.
Il joue aussi pour Tampa Bay Mutiny en Major League Soccer durant l'année 1998.

### En sélection
La carrière internationale de Ravelli s'étale de 1981 à 1997 ; il joue la Coupe du Monde 1990 en Italie, l'Euro 92 en Suède, ainsi que la Coupe du Monde 1994 aux États-Unis, qui voit la Suède terminer à la troisième place et où Thomas s'illustre comme un des meilleurs gardiens de la compétition.

## Vie personnelle
Son père est un médecin d'origine italienne (du Tyrol italien) et sa mère d'origine autrichienne.
Son frère jumeau, Andreas Ravelli était également footballeur au poste de défenseur et international suédois.

## Carrière
- 1978-1988 : Östers IF
- 1989-1997 : IFK Göteborg
- 1998 : Tampa Bay Mutiny
- 1999 : Östers IF

## Palmarès

### En club
- Champion de Suède en 1980 et 1981 avec Östers IF et en 1990, 1991, 1993, 1994, 1995 et en 1996 avec l'IFK Göteborg
- Vainqueur de la Coupe de Suède en 1985 avec Östers IF et en 1991 avec l'IFK Göteborg

### En équipe de Suède
- 143 sélections entre 1981 et 1997
- Participation à la Coupe du Monde en 1990 (Premier Tour) et en 1994 (3e)
- Participation au Championnat d'Europe des Nations en 1992 (1/2 finaliste)

### Distinction personnelle
- Nommé dans le "onze du siècle" de l'IFK Göteborg par le journal Göteborgs-Posten en 2004